# Jan Zubowski
Jan Kazimierz Zubowski (sinh ngày 8 tháng 11 năm 1957) là chính khách người Ba Lan. Ngày 19 tháng 10 năm 2005, ông được bầu vào Hạ viện Ba Lan với tư cách là ứng cử viên của đảng Luật pháp và Công lý. Ông cũng từng giữ chức vụ làm thị trưởng thành phố Głogów nhiệm kỳ 2006-2014.